# Campanha de petróleo da Segunda Guerra Mundial
A campanha petrolífera na Segunda Guerra Mundial, promovida pelos Aliados,:11 opôs a RAF e a USAAF às instalações que abasteciam a Alemanha Nazista com produtos de petróleo, óleo e lubrificação (POL). Fazia parte do imenso esforço de bombardeio estratégico dos Aliados durante a guerra. Os alvos na Alemanha e no Eixo Europa incluíram refinarias, fábricas de combustível sintético, depósitos de armazenamento e outras infraestruturas de POL.
Antes da guerra, a Grã-Bretanha identificou a dependência da Alemanha de petróleo e derivados para sua máquina de guerra, e o bombardeio estratégico começou com ataques da RAF à Alemanha em 1940. Depois que os Estados Unidos entraram na guerra (dezembro de 1941), eles realizaram "bombardeios de precisão diurnos" — como a Operação Tidal Wave contra refinarias na Romênia em 1943. O último grande ataque estratégico do teatro europeu da guerra teve como alvo uma refinaria na Noruega em abril de 1945. Durante a guerra, o esforço despendido contra alvos de POL variou, com relativa prioridade às vezes dada a outros objetivos, como derrotar os ataques com armas-V alemãs ou aos preparativos para a invasão da Europa Ocidental em 1944.
A importância estratégica dos recursos petrolíferos na Segunda Guerra Mundial também se manifestou em campanhas como:
- a invasão anglo-soviética do Irã (agosto-setembro de 1941) para garantir o acesso ao petróleo persa
- a ofensiva estratégica do Japão contra as Índias Orientais Holandesas (1941-1942) para acessar novamente os recursos de petróleo e borracha embargados
- a movimentação da Wehrmacht em direção a Bacu e os campos de petróleo do Cáucaso (Caso Azul e Operação Edelweiss) no verão de 1942
- a ocupação soviética da Romênia em 1944, que privou o Eixo dos importantes campos de petróleo de Ploesti

## Estratégia de campanha
Os britânicos identificaram a importância do suprimento de combustível da Alemanha antes da guerra em seu "Plano Aéreo Ocidental 5(c)".:56 O foco do bombardeio britânico durante 1940 mudou repetidamente em resposta às diretivas do Ministério da Aeronáutica. No início de junho, os alvos petrolíferos passaram a ter como prioridade o bombardeio noturno com ataques a outras indústrias de guerra a serem feitos em noites escuras (quando os alvos petrolíferos não puderam ser localizados), mas com a condição de que "ações indiscriminadas" deveriam ser evitadas. Em 20 de junho, os alvos petrolíferos tornaram-se a terceira prioridade, abaixo da indústria aeronáutica alemã e das linhas de comunicação entre a Alemanha e os exércitos da frente. Após um breve período em que o transporte marítimo alemão foi priorizado, os alvos de petróleo passaram a ser prioridade secundária em meados de julho sob uma política de ataque concentrado com cinco refinarias de petróleo listadas para atenção.:56–57 Charles Portal estava cético quanto à probabilidade de sucesso, dizendo que apenas alguns alvos poderiam ser localizados por tripulações médias sob condições de luar.
A RAF via o óleo do Eixo como um "centro vital", e em fevereiro de 1941, o Estado-Maior Britânico esperava que o Comando de Bombardeiros da RAF, pela destruição de metade de uma lista de dezessete alvos, reduzisse a capacidade de produção de óleo do Eixo em 80%.